# Todenbüttel
Todenbüttel er en kommune og en by i det nordlige Tyskland, beliggende i Amt Mittelholstein i den sydlige del af Kreis Rendsborg-Egernførde. Kreis Rendsborg-Egernførde ligger i den centrale del af delstaten Slesvig-Holsten.

## Geografi
Todenbüttel ligger 20 km sydvest for Rendsborg og 26 km øst for Heide. Mod øst løber Bundesstraße 77 fra Rendsborg mod Itzehoe og mod sydvest Bundesautobahn 23 fra Heide mod Hamborg. Mod nord løber Kielerkanalen.